# Могель, Хуан Антонио
Хуан Антонио Могель Уркиса (баск. Joan Antonio Mogel Urkiza, исп. Juan Antonio Moguel Urquiza; 6 декабря 1740, Эйбар, Страна Басков — 13 мая 1804, Маркина-Хемейн, Страна Басков) — испанский (баскский) писатель, священник. Автор первого баскоязычного романа «Перу Абарка» (1802, первое издание — 1881). Наряду с Педро Антонио Аньибарро считается основоположником литературной традиции на бискайском диалекте баскского языка.

## Биография
Хуан Антонио Могель родился в Эйбаре предположительно в 1740 году, однако запись о его крещении относится только к 1745 году. Его отец, Хуан Игнасио Могель Альмасан, уроженец Наварры, был врачом и входил в Общество друзей Страны Басков (Euskalerriaren Adiskideen Elkartea); мать, Габриэла Уркиса, происходила из провинции Бискайя. Когда Хуану Антонио было четыре года, семья переехала в город Дева, а ещё через четыре года — в Маркина-Хемейн.
В 1770 году Хуан Антонио Могель был рукоположён в священники. Первые его произведения были посвящены религии и написаны на гипускоанском диалекте баскского языка.
С 1774 по 1778 год был приходским священником в Маркина-Хемейне, где вступил в любовные отношения с женщиной по имени Марина Гарате. В 1777 году в Логроньо давал показания в церковном суде. В 1779 году по решению церковного суда Могель был отправлен в Милагро и запрещён в служении без права быть чьим-либо духовным наставником. После самовольного возвращения в Маркина-Хемейн Могелю было запрещено также проповедовать.
Как и его отец, Могель был членом Общество друзей Страны Басков.
Около 1802 года окончил роман «Перу Абарка» (полное название — «Доктор Перу Абарка, профессор баскского языка Университета Басарте, или Диалоги сельского затворника-баска и уличного цирюльника Хуана-мастака»). Роман был написан на бискайском диалекте и опубликован лишь посмертно, в 1881 году, издательским домом Хулиана де Элисальде в Дуранго.
Хуан Антонио Могель воспитывал осиротевших племянников Хуана Хосе (1781—1849) и Бисенту (1782—1854), впоследствии также ставших писателями.
Умер в 1804 году в Маркина-Хемейне.

## Произведения

### Художественная литература
- Alegiak — переводы и пересказы басен Эзопа и Федра на баскский язык.
- Peru Abarca (1802) — роман. Опубликован посмертно (1881).

### Религия
- Konfesio eta Komunioko Sakramentuen gañean erakasteak (на гипускоанском диалекте).
- Konfesio ona (на бискайском диалекте).
- Kristinauaren jakinbidea (на бискайском диалекте).

### Языкознание
- Historia y geografía de España ilustrada por el idioma Vascuence
- Cartas y disertaciones de D. Juan Antonio Moguel sobre la lengua vascongada
- Nomenclatura de voces guipuzcoanas, sus correspondientes vizcaínas y castellanas, para que el puedan entender ambos dialectos
- Demostración práctica de la pureza, fecundidad y elocuencia del idioma Bascuence contra las preocupaciones de varios escritores extraños y contra algunos Bascongados, que sólo tienen noticia superficial del idioma patrio

### Философия
- Pascalen gogamenak — статья о Блезе Паскале. Опубликована посмертно (1899).

## Память
Именем Хуана Антонио Могеля названы улица и баскоязычная начальная школа (икастола) в Эйбаре.

### Комментарии
1. ↑  В церковной метрической книге ошибочно записан как Хуан Антонио Ногель (исп. Noguel).
2. ↑  В церковной метрической книге ошибочно записан как Хуан Антонио Мигель (исп. Miguel) Уркиса.